# Elektra Records
Elektra Records (sau Elektra Entertainment) este o casă de discuri americană deținută de Warner Music Group, fondată în 1950 de Jac Holzman și Paul Rickolt. A jucat un rol important în dezvoltarea muzicilor folk și rock între anii 1950 și anii 1970. În 2004, a fost consolidată sub Atlantic Records Group al WMG. După cinci ani de repaus, casa a fost readusă ca o amprentă a Atlantic în 2009. În octombrie 2018, Elektra s-a detașat de umbrela Atlantic Records și a fost reorganizată sub Elektra Music Group, operând din nou ca o casă administrată independent de prima linie a Warner Music. În June 2022, Elektra Music Group a fuzionat cu 300 Entertainment să creeze casa umbrelă 300 Elektra Entertainment (3EE), însă atât Elektra cât și 300 continuă să își mențină identități separate de case.